# (65697) Paulandrew
(65697) Paulandrew (1991 TU15) – planetoida z pasa głównego asteroid okrążająca Słońce w ciągu 4,29 lat w średniej odległości 2,64 j.a. Odkryta 6 października 1991 roku.